# افابس (حديبو)

تعديل مصدري - تعديل

افابس إحدى قرى مديرية حديبو التابعة لمحافظة سقطرى، بلغ تعداد سكانها 48 نسمة حسب تعداد اليمن لعام 2004.